# Казиева, Хамис Абдусаламовна
Хамис Абдусаламовна Казиева (1 января 1932, Усиша — 4 августа 2025) — советский и российский педагог, общественный и государственный деятель. Герой Социалистического Труда (1968).

## Биография
Хамис Казиева родилась 1 января 1932 года в селе Усиша (ныне — Акушинский район Дагестана). После окончания Дербентского педагогического училища она работала воспитателем в детском доме в Усише. В 1951 году Хамис Казиева окончила Дагестанский женский учительский институт (ныне — Дагестанский государственный педагогический университет), после чего работал учительницей.
С 1954 года она жила в Усише, где работала учителем русского языка и литературы в местной школе, с 1958 года — учителем и директором интерната горянок, а в 1961 году стала директором Усишинской средней школы. Под руководством Хамис Казиевой эта школа стала одной из лучших в Дагестанской АССР: поднята успеваемость, ликвидировано второгодничество в начальной школе, улучшена методическая работа с учителями и школьниками.
Указом Президиума Верховного Совета СССР от 1 июля 1968 года за «большие заслуги в деле обучения и коммунистического воспитания учащихся» Хамис Казиева была удостоена звания Героя Социалистического Труда с вручением ордена Ленина и медали «Серп и Молот».
Она активно занималась общественной деятельностью, избиралась в выборные органы различного уровня, в том числе депутатом Верховного Совета СССР 8-го созыва. С марта 1980 года Хамис Казиева работала секретарём Президиума Верховного Совета ДАССР, с 1990 года — заместителем начальника секретариата Верховного Совета ДАССР, а после распада СССР — заместителем Руководителя Аппарата Верховного Совета (с 1995 года — Народного Собрания) Дагестана.
Была награждена рядом медалей.
Проживала в Махачкале. Умерла 4 августа 2025 года в возрасте 93 лет.